# Хасан II од Марока
Хасан II од Марока (арап. الحسن الثاني; Рабат, 9. јул 1929 — Рабат, 23. јул 1999) био је краљ Марока од 1961. до своје смрти. Био је син мароканског краља Мухамеда V и Лале Абле (зване краљевским именом Ум Сиди).
Хасан II био је седамнаести краљ из династије Алави (Алуитске династије), која влада Мароком од 1664. године, у периоду 1912–1956. додуше под француским протекторатом.

## Биографија
Добио је модерно образовање, међу осталим у Рабату и на универзитету у Бордоу, где је студирао право.
Француска влада је мароканску краљевску породицу протерала из Марока, након чега су живели у егзилу на Мадагаскару од 1953. до 1955. године.
На престо је дошао 26. фебруара 1961. након смрти свога оца. Водио је конзервативну политику и управљао диктаторски Мароком 38 година. Током тзв. оловних година од 1960-их до 1980-их на хиљаде политичких противника било је затворено, убијено, прогнано или нестало. Током Хладног рата био је уско повезан са Западом, посебно с САД-ом.
Почетком 1970-их на њега су извршена два неуспешна атентата.
Током његове владавине, Шпанија је 1975. препустила Мароку бившу колонију Западну Сахару. Борба фронта Полисарио за независност Западне Сахаре до данас је остала проблем спољне и унутрашње политике Марока. Тек је почетком 1990-их дозволио веће политичке слободе.
Умро је 1999. године, а у тренутку смрти био је државник с најдужим стажом у Африци.
Наследио га је његов син, Мухамед VI.

## Породица
Хасан II био је ожењен с Лалом Латефом, с којом је имао петоро деце:
- Принцеза Лала Миријам, р. 21. августа 1962.
- Мухамед VI, р. 21. августа 1963.
- Принцеза Лала Асма, р. 30. септембра 1965.
- Принцеза Лала Хасана, р. 21. новембра 1967.
- Принц Мулеј Рашид, р. 20. јуна 1970.